# Лихтенштейн на летних Олимпийских играх 1936
Лихтенштейн впервые принимал участие в Летних Олимпийских играх 1936 года в Берлине (Германия) и не завоевал ни одной медали. Страну представляли шесть спортсменов, принимавших участие в соревнованиях по велоспорту, лёгкой атлетике и стрельбе. Олимпиада также привела к изменению флага Лихтенштейна.

## Велоспорт
Спортсменов − 1

### Шоссейный велоспорт
| Спортсмен      | Гонка           | Время          | Место |
| -------------- | --------------- | -------------- | ----- |
| Адольф Шрейбер | Групповая гонка | Не финишировал | -     |

## Лёгкая атлетика
Спортсменов — 2
Мужчины
| Спортсмен     | Вид           | Предваритель- ный круг | Предваритель- ный круг | Четвертьфинал | Четвертьфинал | Полуфинал | Полуфинал | Финал     | Финал     |
| Спортсмен     | Вид           | Результат              | Место                  | Результат     | Место         | Результат | Место     | Результат | Место     |
| ------------- | ------------- | ---------------------- | ---------------------- | ------------- | ------------- | --------- | --------- | --------- | --------- |
| Ксавьер Фрик  | 100м          | -                      | 6                      | Не прошёл     | Не прошёл     | Не прошёл | Не прошёл | Не прошёл | Не прошёл |
| Ксавьер Фрик  | 200м          | -                      | 6                      | Не прошёл     | Не прошёл     | Не прошёл | Не прошёл | Не прошёл | Не прошёл |
| Оскар Оспельт | 100м          | -                      | 6                      | Не прошёл     | Не прошёл     | Не прошёл | Не прошёл | Не прошёл | Не прошёл |
| Оскар Оспельт | Метание диска | NM                     | -                      | Не прошёл     | Не прошёл     | Не прошёл | Не прошёл | Не прошёл | Не прошёл |

## Стрельба
Спортсменов − 3
| Спортсмен      | Вид                          | Результат | Место |
| -------------- | ---------------------------- | --------- | ----- |
| Августин Хилти | Малокалиберная винтовка, 50м | 288       | 44    |
| Рудольф Сенти  | Малокалиберная винтовка, 50м | 281       | 61    |
| Рудольф Йелле  | Малокалиберная винтовка, 50м | 280       | 63    |

## Влияние на флаг
Во время участия Лихтенштейна в летних Олимпийских играх 1936 года, было обнаружено, что гражданский флаг Гаити совпадает с флагом Лихтенштейна. Чтобы избежать путаницы в будущем, в следующем году к синей полосе флага Лихтенштейна была добавлена желтая корона. Дальнейшие незначительные изменения были внесены в законы 1957 года и 18 сентября 1982 года.